# Jacob Batalon
Jacob Batalon, (né le 9 octobre 1996, à Honolulu, Hawaï) est un acteur américain philippin ,, connu pour son rôle de Ned Leeds dans les films du Marvel Cinematic Universe (MCU), Spider-Man: Homecoming (2017), Avengers: Infinity War (2018), Avengers: Endgame (2019), Spider-Man: Far From Home (2019) et Spider-Man: No Way Home (2021),,.

## Enfance et formation
Batalon est né à Honolulu, à Hawaï, de parents philippins. Après avoir obtenu son diplôme de la Damien Memorial School, une école privée catholique, il a fréquenté le Kapi'olani Community College pour étudier la théorie de la musique, mais a finalement abandonné ses études. Il a ensuite suivi un programme de deux ans pour étudier le théâtre au Conservatoire d'art dramatique de New York (en).

## Carrière
En 2017, il décroche son premier rôle dans Spider-Man: Homecoming, en tant qu'ami de Peter Parker / Spider-Man : Ned Leeds. Il a repris le rôle dans Avengers: Infinity War, et Avengers: Endgame, ainsi que dans , Spider-Man: Far From Home (2019) puis Spider-Man: No Way Home (2021).

## Vie privée
Jacob a un frère et une sœur de sa mère, un frère et deux sœurs de son père.

## Filmographie
- 2017 : Spider-Man: Homecoming : Ned Leeds
- 2018 : Every Day : James
- 2018 : Blood Fest : Krill
- 2018 : Avengers: Infinity War : Ned Leeds
- 2019 : Avengers: Endgame : Ned Leeds
- 2019 : Spider-Man: Far From Home : Ned Leeds
- 2019 : The True Don Quixote Dish : Sancho Panza
- 2019 : Flocons d'amour : Keon
- 2020 : 50 States of Fright : Simon
- 2021 : Spider-Man: No Way Home : Ned Leeds
- 2022 : Reginald the Vampire : Reginald Baskin
- 2024 : En plein vol (Lift) de F. Gary Gray
- 2024 : Les Cartes du mal (Tarot) d'Anna Halberg et Spenser Cohen
- 2025 : Novocaine de Dan Berk et Robert Olsen
- 2026 : Spider-Man : Brand New Day : Ned Leeds